# 2020年澳大利亚大奖赛
2020年澳洲大獎賽（英語：2020 Australian Grand Prix），官方名称为2020年一级方程式賽車勞力士澳洲大獎賽，是计划在2020年3月12日至3月15日在澳洲墨爾本舉辦的一级方程式赛车赛事，同時也是2020年一級方程式賽季的開幕戰。比赛在墨尔本大奖赛赛道进行，總計58圈。受冠状病毒疫情的影响，本届澳洲大奖赛取消举行。
澳洲站的衛冕冠軍為梅赛德斯車手瓦尔特利·博塔斯。應屆世界冠軍路易斯·漢米爾頓是自2013年以來，連續六年的桿位車手。

## 赛事简报

### 冠状病毒的影响
在比赛开始前，中国大奖赛因中国大陆暴发新型冠状病毒疫情而宣布延期。巴林大奖赛在之后宣布比赛将禁止观众入场观看比赛。3月11日，哈斯车队的4名车队人员在墨尔本先后因体温异常接受隔离检查，同时迈凯伦车队的一名成员也接受隔离检查；而4名哈斯车队成员最终检测确定为阴性，但是迈凯伦车队成员检查呈现阳性，之后迈凯伦车队宣布将退出本站比赛。
3月13日，一級方程式賽車組織、國際汽車聯盟（FIA）及澳洲大獎賽組織（AGPC）宣布取消本屆的澳洲大獎賽賽事。